# Eupithecia italicata
Eupithecia italicata är en fjärilsart som beskrevs av Achille Guenée 1858. Eupithecia italicata ingår i släktet Eupithecia och familjen mätare. Inga underarter finns listade i Catalogue of Life.